# کریگ گودوین (بازیکن فوتبال انگلیسی)
کریگ گودوین (انگلیسی: Craig Goodwin؛ زادهٔ ۱۲ فوریهٔ ۱۹۷۴) بازیکن فوتبال اهل انگلستان  است.
از باشگاه‌هایی که در آن بازی کرده‌است می‌توان به باشگاه فوتبال استون ویلا اشاره کرد.